# Вайслаккер
Вайслаккер (нем. Weisslacker) — немецкий полумягкий сыр из коровьего молока, производящийся в Германии и в США, Висконсин. На вкус острый и солоноватый. Созревает в течение семи месяцев. Обладает сильным и резким запахом. Очень похож на другой немецкий сыр — лимбургер. Ценители этого сыра употребляют его вместе с пивом, чаще всего просто макая его туда. Из-за этого он также получил название «пивной сыр». Вайслаккер часто подают нарезанным на тонкие ломти вместе с ржаным хлебом и нарезанным луком.